# Gerona (Tarlac)
Gerona és un municipi de la província de Tarlac, a la regió filipina de Luzon Central. Segons les dades del cens de l'any 2007 té una població de 82.022 habitants distribuïts en una superfície de 128,89 km².
El 1851, van canviar el nom original —Barug— pel de Gerona (grafia antiga de Girona), lloc de naixement de l'aleshores governador de les Filipines, Narcís Claveria Zaldúa, comte de Manila.
Gerona està políticament subdividida en 44 barangays.
| - Abagon - Amacalan - Apsayan - Ayson - Bawa - Buenlag - Bularit - Calayaan - Carbonel - Cardona - Caturay - Danzo - Dicolor - Don Basilio - Luna | - Mabini - Magaspac - Malayep - Matapitap - Matayumcab - New Salem - Oloybuaya - Padapada - Parsolingan - Pinasling (Pinasung) - Plastado - Poblacion 1 - Poblacion 2 - Poblacion 3 - Quezon | - Rizal - Salapungan - San Agustin - San Antonio - San Bartolome - San Jose - Santa Lucia - Santiago - Sembrano - Singat - Sulipa - Tagumbao - Tangcaran - Villa Paz |